# Femme lisant
Femme lisant est un tableau réalisé par Georges Braque en 1911. Cette huile sur toile est le portrait cubiste d'une femme en pleine lecture. Elle est conservée à la fondation Beyeler, à Riehen, en Suisse depuis 1986 après avoir été acheté pour 15 millions de francs suisses à un collecteur privé,.
L’œuvre aurait été peinte à Ceret en 2 semaines lors de vacances au mois d’août 1911 avec Pablo Picasso.

## Expositions
- Georges Braque, Fondation Gianadda, Martigny, 1992.
- Le Cubisme, Centre national d'art et de culture Georges-Pompidou, Paris, 2018-2019.